# Anastreblotis
Anastreblotis là một chi bướm đêm thuộc họ Gelechiidae.